# Paul Victor Fournier
El canónigo Paul-Victor Fournier fue un botánico francés ( 29 de diciembre de 1877, Damrémont (Alto Marne) - 20 de mayo de 1964, Poinson-lès-Grancey (Alto Marne). Su obra maestra, Les quatre flores de France aparecida en 1940, permanece hoy día como referencia para identificar especies en el terreno.

## Biografía
Paul Fournier cumple su vocación en el "Seminario Menor", y luego en el "Grand Séminaire" en Langres. Es ordenado sacerdote el 29 de junio de 1901, prosiguiendo sus estudios en la Facultad de Dijon. A partir de 1903, será sucesivamente profesor en el "Seminario Menor de Langres", en el "Colegio San José de Poitiers", en el "Colegio de los Maristas de Lyon".
Es movilizado como camillero y enfermero durante la Primera Guerra Mundial. Luego es profesor en Saint-Dizier, y es nombrado canónigo honorario de la diócesis de Langres en 1921.
En 1828, es profesor en el "Colegio Stanislas de París". Se retira de la enseñanza en 1930, para consagrarse a sus trabajos literarios y científicos. Se muda de la región parisina para instalarse en la ciudad de Poinson-lès-Grancey en 1937, donde yambién es párroco.
Literato de formación, Paul Fournier era un naturalista apasionado. De 1924 a 1927, publica el '« Breviario del botánico » que le valdrá el título de Doctor en Ciencias de la Universidad de París. Las tesis que sostiene en la Sorbona en 1932 para obtener su Doctorado en Letras estaba también asociado con la Botánica : « La contribution des missionnaires français au progrès des sciences naturelles au XIXe et XXe siècles » y « Voyageurs naturalistes du clergé français avant la révolution ».
De 1932 a 1948, asume la dirección y la redacción de la revista « Le Monde des Plantes ». Inscripto en la Société Botanique de France, fue miembro de su consejo en 1933, para ser uno de sus vicepresidentes en 1936. Fue autor de más de cuarenta notas en los Boletines de la "Sociedad Botánica de Francia". En consagración de su obra, fue elegido Miembro correspondiente de la Sección Botánica de la Academia de Ciencias en 1960.
Su contribución más marcada a la Botánica: « Les quatre flores de France » tuvo su aparición bajo la forma de fascículos en octubre de 1934, para finalizar en octubre de 1940. Esta flora completa más de un volumen reducido, y fácilmente transportable al campo, resultó el complemento ideal de los grandes textos de floras de la época como: « Flore descriptive et illustrée de la France de la Corse et des contrées limitrophes » (1901-1906, Ed. Klincksiek, París) de Hippolyte Coste; « Flore complète illustrée en couleur de France, Suisse, Belgique » (1912-1935, Ed. E. Orlhac, París) de Gaston Bonnier, muy reeditado, aunque nunca actualizado, salvo algunas notas en la edición de 1961), pero un « Index actualisé » se publicó (« Index actualisé sur Flora Europæa & l'index de Kerguélen » por Monique Balayer & Laura Napoli, Ginebra N.º 17, 1996, Sociedad Catalana de Botánica & de Ecología Vegetal). Aunque desactualizado, la « Flore Fournier » sigue siendo una referencia utilizada sobre el terreno por un muy grande número de botánicos.

## Principales obras
- Bréviaire du botaniste ou Florule de poche des genres et espèces complexes et de leurs hybrides, 1924-1927. Ed. del autor, Saint-Dizier, 632 pp. Reeditado con el nombre de Flore complétive de la plaine française, 1928. Lechevalier, París, xii + 632 pp.
- Les quatre flores de France, 1934-1940. Ed. del autor, Poinson-lès-Grancey, 1092 pp. Nueva tirada en 1946 (Lechevalier), reediciones en 1961 (Lechevalier), 1977 (2 vols. Lechevalier), 1990 (Lechevalier), 2001 (Dunod)
- Les cactées et les plantes grasses, 1935. Encyclopédie Pratique du Naturaliste : 28, Lechevalier, París, 110 pp. 64 pl col + 17 pl b&n. Reedición en 1954 (Lechevalier)
- Le livre des plantes médicinales et vénéneuses de France, 1947-1948. Encyclopédie Biologique : XXV-XXI-XXXII, Lechevalier, París, 3 vols. lxxviii + 447 + 504 + 636 pp.
- Flore illustrée des jardins et des parcs. Arbres, arbustes et fleurs de pleine terre, 1951-1952. Encyclopédie Biologique, Lechevalier, París, 3 vols + atlas, 340 + 550 + 536 pp. + 182 pl.

## Fuente
- Paul-Victor Fournier (1877-1964). Dillemann, Georges, Bulletin SBF, 1964, 111 (5-6), pp. 286-290
- La abreviatura «P.Fourn.» se emplea para indicar a Paul Victor Fournier como autoridad en la descripción y clasificación científica de los vegetales.[1]